# Wicklow
Wicklow (in irlandese Cill Mhantáin che significa "chiesa di San Mantan") è la county town dell'omonima contea della Repubblica d'Irlanda. Situata a breve distanza a sud della capitale Dublino nella costa orientale dell'Irlanda, ha una popolazione di circa 9 355 abitanti. È attraversata dalla strada nazionale N11 che collega Dublino e Wexford, oltre che connessa al servizio ferroviario pendolare di Dublino. Linee aggiuntive la collegano ad Arklow, Wexford e Rosslare, il porto principale per traghetti irlandese. Dispone anche di un discreto porto commerciale.